# Acianthera calypso
Acianthera calypso é uma espécie de orquídea nativa do Equador.